# Tatosoma fasciata
Tatosoma fasciata là một loài bướm đêm trong họ Geometridae.